# Pettit (cráter marciano)

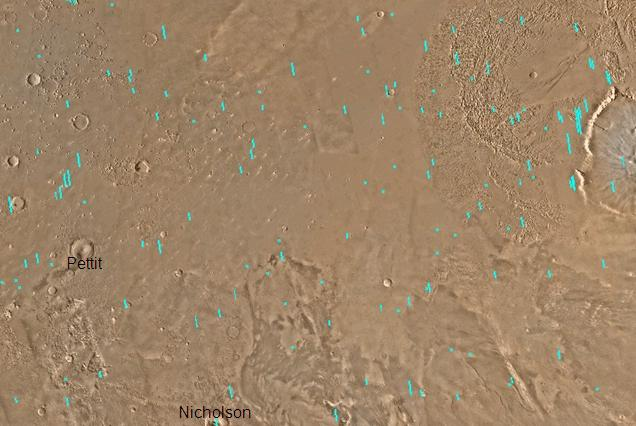
Mapa de Amazonis, con el cráter Nicholson encima del ecuador.

Pettit es un cráter de impacto perteneciente al cuadrángulo Amazonis de Marte, localizado en las coordenadas 12,39° de latitud norte y 173,87° de longitud oeste. Tiene 92,49 km de diámetro, y debe su nombre al astrónomo estadounidense Edison Pettit (1890–1962).

## Imágenes
| [[File:Wikipettit.jpg\|750px\|alt={{{Alt\|Cámara CTX (Mars Reconnaissance Orbiter). Imagen de la cumbre central de Pettit. Algunas pendiente muestran marcas oscuras de talud.]] File:Wikipettit.jpgCámara CTX (Mars Reconnaissance Orbiter). Imagen de la cumbre central de Pettit. Algunas pendiente muestran marcas oscuras de talud. |

## Cráteres en pedestal
Los cráteres de impacto generalmente tienen un brocal con materiales eyectados a su alrededor, en contraste con los cráteres volcánicos, que normalmente no tienen un brocal o depósitos de materiales.  Cuando los cráteres son grandes (por encima de los 10 km de diámetro) normalmente presentan un pico central, causado por el rebote del suelo del cráter que sigue al impacto.   Si se mide el diámetro de un cráter, la profundidad original puede ser estimada con varias relaciones.  Debido a este hecho, los investigadores han descubierto que muchos cráteres de Marte contienen grandes acopios de materiales en su interior; que podría ser el hielo depositado cuando el clima era diferente. A veces, la formación de los cráteres pone a la vista capas del terreno que estaban enterradas. A su vez, rocas del subsuelo profundo son expulsadas a la superficie.
Un cráter en pedestal es un tipo de cráter asentado sobre una plataforma elevada casi horizontal, formada por sus materiales eyectados. Este tipo de formaciones aparecen cuando se produce un impacto que expulsa materiales que forman una capa resistente a la erosión. A raíz de esta cobertura más resistente, el cráter y sus materiales eyectados acaban formando una zona  elevada cuando la erosión elimina el material más blando que rodea a la formación.  Algunos pedestales que han sido medidos con exactitud, muestran centenares de metros de desnivel por encima del área circundante, evidenciando el efecto de la erosión. Los cráteres de pedestal fueron observados por primera vez durante las misiones Mariner.